# Sinta
Sinta est une sous-préfecture de Télimélé, chef-lieu de la préfecture de Télimélé, dans la région de Kindia en Guinée.

## Population
La population de sinta est estimer a 24 650 en 2020.